# Москакаси
Москака́си (рос. Москакасы, чув. Москакасси) — присілок у Чувашії Російської Федерації, центр Москакасинського сільського поселення Моргауського району.
Населення — 808 осіб (2010; 909 в 2002, 335 в 1979; 365 в 1939, 381 в 1926, 295 в 1897, 225 в 1858, 474 в 1795).

## Історія
Історичні назви — Москавкаси (до 1935 року), Великі Ачкаряни, Великі Ачкарясь. Утворився як виселок присілку Ачкарень (нині не існує), потім як околоток села Ахманеї. До 1866 року селяни мали статус державних, займались землеробством, тваринництвом, бондарством, ковальством, слюсарством, виробництвом одягу, возів та шкіри. 1919 року відрито середню школу, 1926 року — семирічка. 1930 року утворено колгосп «Червоний богатир». До 1920 року присілок перебував у складі Татаркасинської волості Козьмодемьянського, а до 1927 року — Чебоксарського повіту. 1927 року присілок переданий до складу Татаркасинського району, 1939 року — до складу Сундирського, 1962 року — до складу Чебоксарського, 1964 року — до складу Моргауського району.

## Господарство
У присілку діють школа, дитячий садок, кабінет лікаря загальної практики, аптека, клуб, бібліотека, стадіон, 7 магазинів та кафе.